# Curtara contrara
Curtara contrara är en insektsart som beskrevs av Delong 1980. Curtara contrara ingår i släktet Curtara och familjen dvärgstritar. Inga underarter finns listade i Catalogue of Life.